# Zajam
Zajam je definisan ugovorom o zajmu. Tim ugovorom se jedno lice (zajmodavac) obavezuje da drugom licu (zajmoprimcu) preda u svojinu određeni iznos novca ili drugih zamenljivih stvari, a zajmoprimac se obavezuje da isti iznos novca odnosno predmet iste vrste i kvaliteta vrati zajmodavcu u određenom roku, sa naknadom ili bez naknade.

## Osnovne osobine ugovora o zajmu
Ugovor o zajmu je neformalan ugovor. Međutim, ugovorne strane mogu odlučiti da ga zaključe u pismenoj formi i tako mu daju formalan karakter.
“Volja za zaključenje ugovora može se izjaviti rečima, uobičajenim znacima ili drugim ponašanjem iz koga se sa sigurnošću može zaključiti o njenom postojanju”.
Ugovor o zajmu je dvostrano obavezan, tako da zajmodavac preuzima obavezu da preda stvar koja je predmet ugovora, a zajmoprimac treba da vrati zajam i plati kamatu ukoliko je ona definisana ugovorom (ukoliko je ugovor teretan). Obaveze ugovarača se ne ispunjavaju istovremeno, već, po prirodi ovog ugovora, prvo obavezu ispunjava zajmodavac, time što zajmoprimcu predaje stvar koja je predmet ugovora, a zajmoprimac svoju obavezu ispunjava kasnije, po isteku vremena koje je ugovoreno, kada vraća istu količinu stvari iste vrste i kvaliteta, sa kamatom ukoliko je ugovorena.
Ako u zajma nije dat novac, a ugovoreno je da će zajmoprimac vratiti zajam u novcu, iznos duga u novcu određuje se prema vrednosti koje su pozajmljene stvari imale u vreme njihove predaje zajmoprimcu. Isto pravilo koje važi za nenovčani zajam koji se vraća u novcu važi i za slučaj kada nije moguće vratiti istu količinu stvari, iste vrste i istog kvaliteta.

## Bitni elementi ugovora o zajmu

### Predmet ugovora
Predmet zajma predstavlja bitan element ovog ugovora, tako da bez precizno naznačenog predmeta (određenog iznosa novca ili drugih zamenljivih stvari) ugovor o zajmu ne postoji.
Predmet ugovora o zajmu osim novca (koji predstavlja tipičnu zamenljivu stvar) mogu biti i druge zamenljive stvari. To su stvari određene po rodu (generične) koje se iz skupine stvari izdvajaju upravo po rodu, meri i broju. Danas se ugovor o zajmu može zaključiti i za buduću stvar.

### Vreme trajanja ugovora
Vreme trajanja ugovora,odnosno rok vraćanja zajma je bitan element ugovora o zajmu.
Ugovorene strane utvrđuju rok u kom je zajmoprimac obavezan da vrati predmet zajma. Ukoliko nije utvrđen rok za vraćanje zajma, pravilo je da se predmet zajma vrati po isteku primerenog roka. Primerni rok predstavlja vreme koje je optimalno za ispunjenje neke ugovorne obaveze. Kod vraćanja zajma zakon određuje donju granicu primernog roka, koja ne može biti kraća od dva meseca.

### Naknada
Naknada (kamata ili interes) je bitan deo ugovora ukoliko je zaključen ugovor o zajmu sa naknadom. Kamata predstavlja novčanu nadoknadu kod novčanih zajmova, ali obuhvata i naknadu i u drugim zamenljivim stvarima, ne samo u novcu.

## Obaveze zajmodavca
Osnovna obaveza zajmodavca je predaja zajmoprimcu ugovorene svote novca ili ugovorene količine stvari. Rok predaje se ugovara i u tom roku zajmodavac je dužan da izvrši predaju. Ukoliko rok nije određen, po zakonu predaja se izvršava onda kada to zatraži zajmoprimac. U slučaju propasti i oštećenja stvari pre nego što se predaju zajmoprimcu, zajmodavac se ne može osloboditi obaveze. Zajmodavac mora da nadoknadi štetu zajmoprimcu, zbog materijalnih nedostataka pozajmljenih stvari, ukoliko je bio upoznat sa nedostacima pozajmljenih stvari, a o njima nije obavestio zajmoprimca.
“Ako se pokaže da su materijalne prilike zajmoprimca takve da je neizvesno da li će on biti u stanju da vrati zajam, zajmodavac može odbiti da izvrši svoju obavezu predaje obećanih stvari, ako u vreme zaključenja ugovora nije to znao, kao i ako se pogoršanje zajmoprimčevih materijalnih prilika dogodilo posle zaključenja ugovora. Ali, on je dužan da izvrši svoju obavezu ako mu zajmoprimac ili ko drugi za njega pruži dovoljno obezbeđenje.”

## Obaveze zajmoprimca
Osnovna obaveza zajmoprimca je da vrati predmet zajma iz ugovora o zajmu. Zakon nalaže da zajmoprimac treba da vrati istu količinu stvari, iste vrste i istog kvaliteta. Ukoliko je ugovorom definisana i kamata, zajmoprimac ima obavezu da u određenom roku plati kamatu. Ukoliko u zajam nije dat novac, a u ugovoru je naznačeno da zajmoprimac vraća zajam u novcu, zajmodavac ima pravo da odluči da li će zajam vratiti u stvarima ili novcu koji odgovara vrednosti pozajmljenih stvari.
"Zajmoprimac može odustati od ugovora pre nego što mu zajmodavac preda određene stvari, ali ako bi zbog toga bilo kakve štete za zajmodavca,dužan je naknaditi je”. “Zajmoprimac može vratiti zajam i pre roka određenog za vraćanje, ali je dužan obavestiti zajmodavca unapred o svojoj nameri i nadoknaditi mu štetu”.

## Plaćanje zajma
Većina tipičnih formi otplate zajma predstavlja potpuno amortizovana plaćanja u kojima svaka mesečna rata ima isti iznos tokom vremena.
Fiksna mesečna otplata P zajma od L tokom n meseci i mesečnom kamatnom stopom c je:
{\displaystyle P=L\cdot {\frac {c\,(1+c)^{n}}{(1+c)^{n}-1}}}

## Zloupotrebe u kreditiranju
Predatorsko kreditiranje je jedna forma zlostavljanja u odobravanju kredita. Time je obično obuhvaćeno odobravanje zajma kako bi se dužnik stavio u poziciju kojom se može steći prednost nad njim; hipotekarno kreditiranje klijenata sa lošom kreditnom istorijom. i pozajmljivanje do plate su dva primera, gde zajmodavac nije ovlašćen ili regulisan, zajmodavac se može smatrati zelenašom.
Lihvarstvo je različita forma zloupotrebe, gde zajmodavac naplaćuje prekomernu kamatu. U različitim vremenskim periodima i kulturama, prihvatljiva kamatna stopa je varirala, od nikakvog interesa do neograničenih kamatnih stopa. Kreditne kartice u nekim zemljama su optužene od strane potrošačkih organizacija za kreditiranje lihvarskih kamatnih stopa i zarađivanje novca iz frivolnih „dodatnih naplata”.

## Literatura
- Dragoljub Simonović, “Ugovorna čitanka”, drugo izmenjeno i dopunjeno izdanje; Beograd: Službeni glasnik. 2011.  978-86-519-0808-1.
- Slobodan Perović, "Obligaciono pravo", prva knjiga; Beograd : Privredna štampa, 1980.
- Tekst Zakona o obligacionim odnosima
- Teresa Boldt (2005-06-03). „FFELP Consolidation for Students Enrolled or In-Grace: A How-To Guide for Financial Aid Administrators” (PDF). National Student Loan Program. Архивирано из оригинала (PDF) 2006-10-05. г. Приступљено 2007-02-15.
- Burd, Stephen (2005-08-05). „House Committee Approves Bill to Extend Higher Education Act.”. Chronicle of Higher Education.
- „Federal Loan Consolidation”. Pepperdine University School of Law. 2006. Архивирано из оригинала 2007-11-24. г. Приступљено 2007-02-15.
- „Federal Loan Consolidation”. Northwestern University Office of Undergraduate Financial Aid. 2006. Архивирано из оригинала 2005-06-03. г. Приступљено 2007-02-15.
- „Eligibility for Aid FAQ”. Приступљено 2014-03-25.
- „If you want to keep receiving your federal student aid, make sure you stay eligible”. studentaid.ed.gov. Приступљено 2016-09-02.
- „Archived copy” (PDF). Office of National Drug Control Policy. Архивирано (PDF) из оригинала 2017-01-23. г. Приступљено 2015-06-24 — преко National Archives.
- „Types of Financial Aid”. US Department of Education. Приступљено 14. 1. 2021.
- Tompor, Susan (28. 8. 2016). „Oct. 1 is a new kickoff for FAFSA headaches: What do you do next?”. Detroit Free Press. Приступљено 5. 1. 2017.
- Weston, Liz (11. 11. 2013). „Colleges May Penalize Students Over Preference on Financial Aid Applications”. Reuters. Приступљено 12. 1. 2016.
- Rivard, Ry (28. 10. 2013). „Using FAFSA Against Students”. Inside Higher Ed. Приступљено 12. 1. 2016.
- „Summary of Changes for the Application Processing System 2016 2017” (PDF). US Department of Education. децембар 2015. Архивирано из оригинала (PDF) 11. 12. 2015. г. Приступљено 12. 1. 2016. „(see page 3:) "....We have designed a solution for 2016-2017 that allows us to send an ISIR to each school listed on the student’s record and only include the Federal School Code of the school receiving the ISIR.."”
- „What is the Student Aid Report (SAR)?”. US Department of Education. Архивирано из оригинала 31. 10. 2019. г. Приступљено 12. 1. 2016.
- Douglas-Gabriel, Danielle (15. 4. 2020). „As colleges brace for financial aid appeals, there's a new tool to help students file them”. The Washington Post. Приступљено 19. 4. 2020.
- Hoover, Eric (2020-04-15). „Financial-Aid Appeals Are Mysterious. This Tool Was Built to Simplify Them.”. The Chronicle of Higher Education (на језику: енглески). ISSN 0009-5982. Приступљено 2020-04-19.
- „If I want to apply to more than ten colleges, what should I do?”. studentaid.gov. United States Federal Government. Приступљено 2021-01-19.
- „2015-2016 Federal Pell Grant Payment and Disbursement Schedules”. Архивирано из оригинала 13. 05. 2017. г. Приступљено 14. 09. 2022.
- „FAFSA Guide: How to Get Free Money for College”.
- „Congress Just Made It a Lot Easier to Apply for Financial Aid”. 22. 12. 2020.
- „Guarantor mortgages - Which?”. www.which.co.uk (на језику: енглески). 20. 7. 2015. Приступљено 2017-03-13.
- „Implementation of the Emergency Loan Guarantee Act”. Government Accountability Office. US government. Приступљено 26. 10. 2018.
- Klein, Lloyd (1999), It's in the cards: consumer credit and the American experience, Greenwood Publishing Group};
- Lee, Jinkook, and Kyoung‐Nan Kwon (2002). „Consumers’ use of credit cards: Store credit card usage as an alternative payment and financing medium.”. Journal of Consumer Affairs. 36 (2): 239—262..
- Mandell, Lewis (1990). The credit card industry: a history. Twayne Publishers..
- Manning, Robert D (2001), Credit card nation: The consequences of America's addiction to credit, Basic Books}.
- Marron, Donncha (2009). Consumer credit in the United States: A sociological perspective from the 19th century to the present. Palgrave Macmillan..
- Montgomerie, Johnna (2006). „The financialization of the American credit card industry.”. Competition & Change. 10 (3): 301—319..
- Scott, Robert H. "Credit card use and abuse: a Veblenian analysis." Journal of Economic Issues (2007): 567–574. „online” (PDF). Архивирано на веб-сајту  (31. јануар 2016)